# Difluormethan
Difluormethan, také nazývaný HFC-32 nebo R-32, je organická sloučenina, difluorderivát methanu. Jeho vzorec je CH2F2.

## Použití
Difluormethan je chladivo, které nepoškozuje ozonovou vrstvu. Difluormethan smíchaný s pentafluorethanem v poměru 1:1 se označuje R-410A, což je běžná náhrada za freony v nových chladicích zařízeních, obzvláště v klimatizacích. Obdobná směs difluormethanu s 1,1,1,2-tetrafluorethanem se označuje R-407A. Difluormethan je mírně hořlavý. I když není škodlivý pro ozonovou vrstvu, jeho potenciál globálního oteplování je ve 100letém horizontu 675krát větší než u oxidu uhličitého.